# Dompierre-les-Ormes
Dompierre-les-Ormes är en kommun i departementet Saône-et-Loire i regionen Bourgogne-Franche-Comté i östra Frankrike. Kommunen ligger i kantonen Matour som tillhör arrondissementet Mâcon. År 2022 hade Dompierre-les-Ormes 883 invånare.

## Befolkningsutveckling
Antalet invånare i kommunen Dompierre-les-Ormes
| Referens: INSEE |